# Gordon-Syndrom
Der Begriff Gordon-Syndrom ist nicht eindeutig definiert.
- Es kann sich um eine Exsudative Gastroenteropathie handeln, synonym exsudative Enteropathie oder intestinales (enterales) Eiweißverlustsyndrom, ist ein Sammelbegriff für ein Krankheitsbild, bei dem es – z. B. infolge gestörten Lymphabflusses oder vermehrter Lymphbildung – zu einem massiven Eiweißverlust in das Darmlumen kommt.[2]
- Oder eine Form der Arthrogrypose, Distale Arthrogrypose, Typ 3[3]